# Orszymowo
Orszymowo – wieś sołecka w Polsce położona w województwie mazowieckim, w powiecie płockim, w gminie Mała Wieś.
Wieś Orszumow należała do starostwa wyszogrodzkiego w 1617 roku.
W latach 1954–1958 wieś była siedzibą gromady Orszymowo, po jej zniesieniu w gromadzie Orszymowo. W latach 1975–1998 miejscowość administracyjnie należała do województwa płockiego.
Wieś jest siedzibą parafii pw. św. Floriana.

## Historia wsi
Pierwsza wzmianka o wsi pochodzi z 1254 i dotyczy należącej do podkomorzego Damiana wsi „Castrum Orzimov”. Wykopaliska archeologiczny wykazały, że na wzniesieniu na północ od kościoła w XIII wieku stała drewniana wieża obronna, którą zniszczono razem z wsią w 1258 podczas wyprawy księcia Trojnata na Mazowsze. W średniowieczu powstał tu pierwszy kościół, a od XIV wieku wymieniana jest parafia, co oznacza, że miejscowość stanowiła w tym czasie centrum dla okolicy. W latach 1414–1425 była to wieś książęca, później książę Janusz I Starszy sprzedał ją wraz z karczmą Mikołajowi, synowi Marcina. Syn Mikołaja, Jan, został w 1439 r. zwolniony przez Janusza I od poddaństwa. Od 1440 r. pleban z Orszymowa otrzymał pozwolenie z biskupstwa płockiego na pobór dziesięciny od chłopów z Niździna. Z kronik biskupstwa płockiego wiadomo, że w 1598 r. parafię w Orszymowie odwiedził biskup Andrzej Noskowski. 
W 1715 r. poświęcono nową świątynię w kształcie rotundy, którą ufundował kanonik lwowski, ksiądz Kazimierz Stanisław Barcikowski. Obecna świątynia powstała w 1825 r. z fundacji Floriana Lasockiego, proboszczem był wówczas Piotr Paweł Strzegowski. W Orszymowie znajduje się grób Jana Jaroszka szefa sztabu Zgrupowania „Chrobry II” w Powstaniu Warszawskim.

## Zabytki
- Gródek będący pozostałością rezydencji rycerskiej typu motte z okresu średniowiecza. Gródek znajduje się około 200 metrów na północ od kościoła. Zlokalizowany został na krawędzi brzegu doliny rzeczki Strugi. Do dzisiaj zachowały się resztki fosy dookolnej. Średnica platformy górnej około 15 m. Znajdowała się tu prawdopodobnie drewniana wieża wzniesiona na nasypie ziemnym, wzmocnionym kamieniami. Podczas badań sondażowych w 1966 roku odkryto fragmenty naczyń obtaczanych, kości zwierzęce, skobel, ziarna zbóż, kawałek drewnianego łuku, fragment naczynia z brązu.
- Kościół pod wezwaniem Matki Bożej Różańcowej z lat 1825-1828 zbudowany w miejscu wcześniejszych drewnianych. Ufundował go Florian Lasocki, sędzia pokoju ziemi wyszogrodzkiej. W roku 1877 została dobudowana fasada z wieżą. Pod koniec XIX wieku powiększono okna nadając im obecny kształt. W 1910 roku dobudowano dwie boczne kaplice, prezbiterium z wieżyczką na sygnaturkę, zakrystię, kruchtę, boczne wejście i piętrową lożę. Zbudowano też nowy parkan, a od strony drogi stanęła figura Chrystusa z krzyżem ufundowana przez gospodarza Jana Łagodzińskiego (później przeniesiona na drugą stronę drogi przed plebanię).  
  - ołtarz główny z 1911 roku został ufundowany przez rodzinę Kryńskich dziedziców Dzierżanowa,
  - Obraz Matki Bożej Różańcowej z Dzieciątkiem z 1857 roku pędzla Jacentego Sachowicza
  - obraz św. Floriana przypuszczalnie autorstwa Aleksandry Jasińskiej-Nowickiej
  - balustrada z okresu powstania ołtarza fundacji Heleny Biesiekierskiej ze Święcic
  - dwa ołtarze boczne neobarokowe autorstwa Antoniego Szulca z Poznania
  - malowidła ścienne autorstwa rodziny Drapiewskich
  - żeliwna ambona z lat 60. XIX wieku
  - XIX-wieczne feretrony
- Plebania z 1913 roku zbudowana wg projektu inż. Zienkiewicza z Płocka